# Hermann Sommerfeld
Hermann Sommerfeld (ur. 31 października 1891 w Eichfier, zm. ?) – zbrodniarz hitlerowski, dowódca kolumny więźniów podczas ewakuacji obozu koncentracyjnego Flossenbürg i SS-Obersturmführer.
Członek Waffen-SS od stycznia 1945 roku. W kwietniu 1945 dowodził jedną z kolumn więźniów podczas marszu śmierci z Flossenbürga. Kolumna składała się z ok. 1000 więźniów i 200 esesmanów. Wydał rozkazy, by mordować więźniów niezdolnych do dalszego marszu, sam natomiast wówczas rozstrzelał dwóch polskich Żydów.
W pierwszym procesie załogi Flossenbürga przed amerykańskim Trybunałem w Dachau Sommerfeld skazany został za swoje zbrodnie na karę 15 lat pozbawienie wolności. Zwolniono go z więzienia w Landsbergu 23 lutego 1951 roku.